# Dvorský hodnostní řád

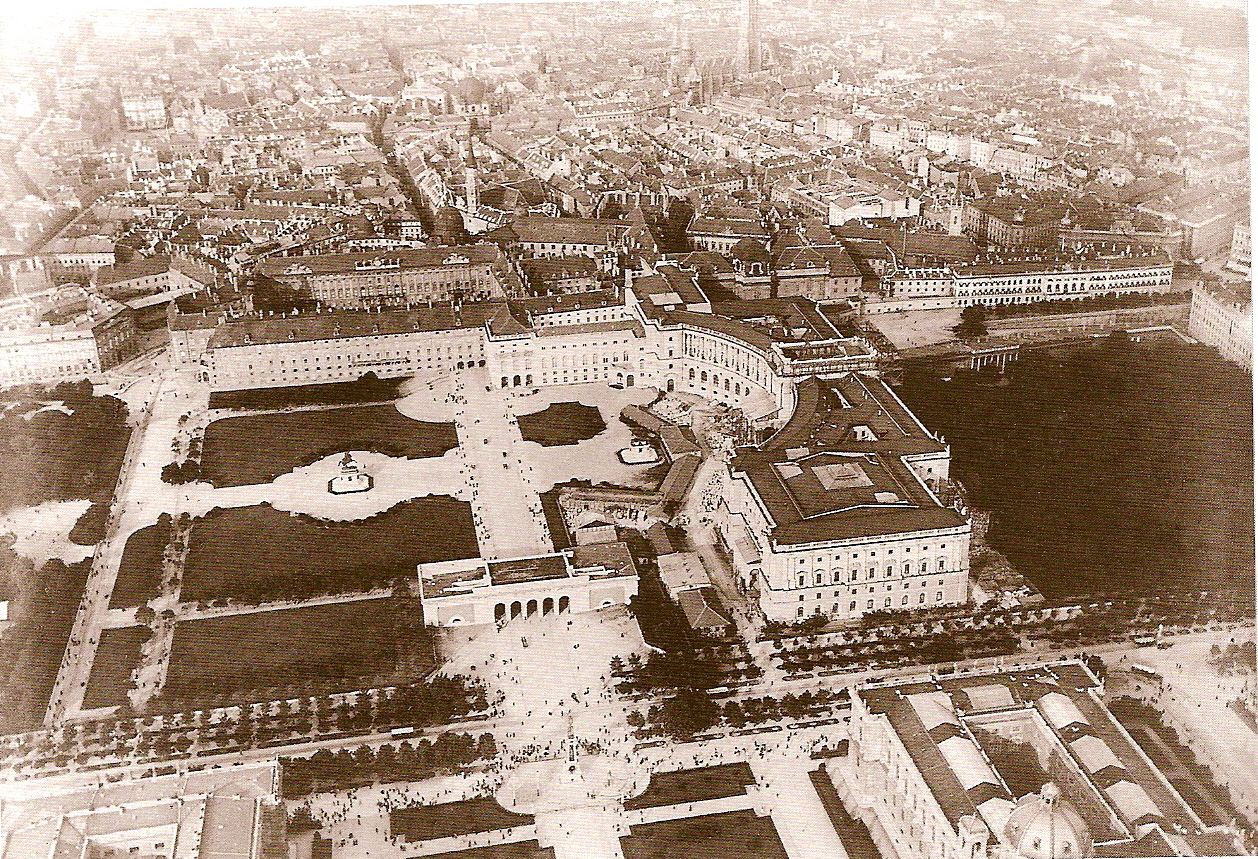
Hofburg

Dvorský hodnostní řád byl výnos, kterým se až do rozpadu Rakousko-Uherska na podzim 1918 řídilo fungování panovnického dvora.

## Vznik předpisu
Dvorský hodnostní řád (něm. Hofrangordnung) byl předpisem, který určoval organizaci a chod císařského dvora. Protože šlo o interní nařízení pro panovnický dvůr, neměl platnost zákona, ale vzhledem k výlučnosti postavení vladaře ani nemusel být konfirmován parlamentem. Vycházel ze zvyklostí předchozích staletí a jeho podoba byla kodifikována nejvyšším rozhodnutím Františka Josefa z 23. ledna 1873 nazvaným Hodnostní uspořádání u dvora jeho c. a k. apoštolského veličenstva (Rangordnung am Hofe seiner k. und k. apostolischen Majestät).

## Obsah předpisu
Na rozdíl od dvorských řádů ostatních evropských monarchií neměly u vídeňského dvora místo osoby nešlechtického původu, či lépe, jedinci nepocházející z řad aristokracie. Pokud skutečně zaujaly některý stupeň dvorské hierarchie, pak jen proto, že získaly titul do této struktury zařazený. Dveře do první společnosti (mezi aristokracii) jim ale nadále zůstaly uzavřeny.
Na prvním místě po panovníkovi, jeho rodině a členech habsbursko-lotrinského rodu stál nejvyšší hofmistr. Po něm následovaly hlavy mediatizovaných říšských knížecích rodin, mezi něž patřily rody, které získaly místo a hlas na knížecí lavici říšského sněmu. Jejich pořadí se u vídeňského dvora odvíjelo od data zisku tohoto hlasu, nikoli od data udělení knížecího titulu. Na dalším stupni stály hlavy ostatních, nepanujících knížecích rodů ze Svaté říše římské a dědičných zemí, které v tomto případě řadily podle data udělení titulu. Okolnost, zda byl udělen primogeniturně či celé rodině, zde nehrála roli. Místo čtvrté náleželo nejvýše postavenému tajnému radovi, tedy ministrovi císařského a královského domu a zahraničí. Po něm následovali nepanující členové mediatizovaných knížecích rodů a následně hlavy a další příslušníci knížecích rodin, které získaly své tituly po roce 1804 od rakouského císaře či uherského krále. Zde měli své místo i arcibiskupové a biskupové s knížecími tituly a od povýšení do knížecího stavu roku 1881 také český velkopřevor řádu Maltézských rytířů. Pro habsburský dvůr bylo typické, že v případě církevních hodnostářů nekladla důraz na jejich původ. Kardinál či arcibiskup tedy mohli být měšťanského původu a přesto jim náleželo podle hodnostního řádu privilegované postavení. Církevní kariéra tak byla jedinou možností, jak mohly neurozené osoby proniknout do nejvyšší společnosti.
Teprve po knížatech a vysokých duchovních přišla řada na nositele ostatních nejvyšších dvorských úřadů a na druhého nejvyššího hofmistra. Pokud ovšem některý z nich pocházel z knížecího rodu, náleželo mu místo v předchozí skupině, která měla před těmito úředníky přednost. Další pozice byla vyhrazena hlavám mediatizovaných říšských hraběcích rodů, po kterých následovali ministerští předsedové obou částí říše řazení podle data nástupu do úřadu. Teprve po nich následovali všichni ostatní tajní radové, za nimiž měli své místo společní ministři a ministři předlitavských a zalitavských vlád, kteří nedosáhli titulu tajného rady.
Všichni se řadili podle data jmenování do úřadu. Stejná pravidla platila pro chorvatského bána a prezidenta Královského uherského státního účetního dvora. Po těchto státních úřednících měli své místo c. (a) k. komoří. Také oni byli vnitřně hierachizováni podle stejného scénáře. Nejvýše stáli potomci mediatizovaných knížecích rodů, po nichž přišly na řadu hlavy a členové ostatních knížecích rodů a šéfové mediatizovaných hraběcích rodů. Ostatní komoří se řadili podle data jmenování. Poslední místo na hodnostním žebříčku náleželo početně nepříliš významné skupině c. (a) k. stolníků.